# Vratsa (oblast)
Vratsa (Bulgaars: Област Враца) is een oblast in het noordwesten van Bulgarije. De hoofdstad is het gelijknamige Vratsa.

## Geografie
De oblast heeft een oppervlakte van 3.622 km² en grenst (met de klok mee) aan de oblasten Pleven, Lovetsj, Sofia en Montana.

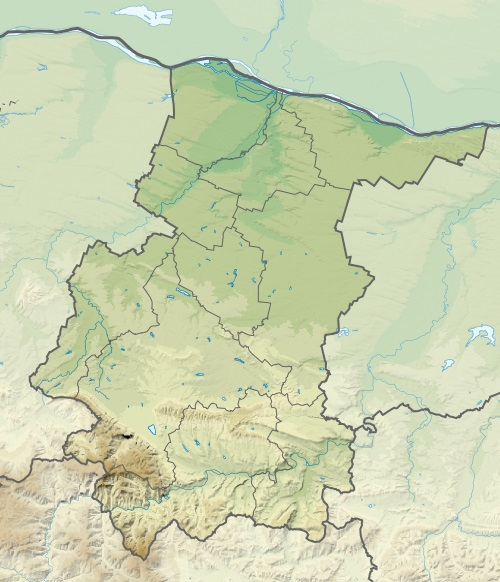
Reliëfkaart van Vratsa

## Bevolking
Op 31 december 2019 telde de oblast 159.470 inwoners, waarvan 93.905 in steden en 65.565 in dorpen op het platteland. In de volkstelling van 1975 bereikte het inwonersaantal van oblast Vratsa een hoogtepunt. Sindsdien is het inwonersaantal drastisch afgenomen, vooral als gevolg van een negatieve bevolkingsgroei in combinatie met hoge emigratiecijfers.
| gemeente Vratsa        | 40 074  | 54 422  | 59 061  | 69 406  | 86 049  | 95 533  | 94 186  | 85 215  | 73 894  | 63 473  |
| gemeente Bjala Slatina | 44 073  | 46 578  | 47 889  | 46 313  | 43 538  | 38 992  | 36 340  | 31 292  | 24 606  | 21 018  |
| gemeente Kozlodoeï     | 19 370  | 19 637  | 20 241  | 20 216  | 18 689  | 23 506  | 23 939  | 24 367  | 21 180  | 18 757  |
| gemeente Mezdra        | 30 377  | 31 133  | 32 554  | 33 547  | 33 608  | 31 023  | 28 987  | 25 879  | 21 748  | 18 053  |
| gemeente Orjachovo     | 22 594  | 24 508  | 24 757  | 23 670  | 21 607  | 19 530  | 17 340  | 15 042  | 11 522  | 9 336   |
| gemeente Krivodol      | 22 396  | 24 758  | 24 643  | 23 147  | 19 173  | 15 595  | 14 110  | 12 274  | 9 390   | 8 324   |
| gemeente Mizija        | 15 775  | 16 668  | 15 591  | 15 912  | 18 850  | 13 340  | 11 487  | 9 605   | 7 570   | 5 970   |
| gemeente Roman         | 16 735  | 16 711  | 15 322  | 12 654  | 11 260  | 10 788  | 9 147   | 8 148   | 6 223   | 5 324   |
| gemeente Borovan       | 11 817  | 16 312  | 15 068  | 13 443  | 11 311  | 9 179   | 8 086   | 7 150   | 5 714   | 5 120   |
| gemeente Chaïredin     | 14 746  | 15 254  | 14 417  | 13 513  | 11 343  | 9 247   | 8 417   | 6 985   | 5 001   | 4 095   |
| oblast Vratsa          | 269 291 | 289 811 | 292 555 | 294 090 | 297 459 | 286 929 | 270 679 | 243 036 | 186 848 | 159 470 |

#### Etnische samenstelling
In 2011 verklaarden 163.035 inwoners (van de 186.848 inwoners in totaal) tot welke etnische groepering zij behoorden. De etnische Bulgaren waren met 151.183 personen het omvangrijkst (±92,7%). De grootste minderheid vormden de Roma met (officieel) 10.082 personen (oftewel ±6,2%). Kleinere minderheden van Bulgaarse Turken (565 personen), Russen, Oekraïners en Vlachen werden ook geregistreerd.
| De etnische samenstelling van oblast Vratsa per gemeente |          |      |        |
|                                                          | Bulgaren | Roma | Overig |
| -------------------------------------------------------- | -------- | ---- | ------ |
| gemeente Vratsa                                          | 95,9     | 3,3  | 0,8    |
| gemeente Bjala Slatina                                   | 85,2     | 12,2 | 2,6    |
| gemeente Kozlodoeï                                       | 91,0     | 8,0  | 1,0    |
| gemeente Mezdra                                          | 96,2     | 3,1  | 0,7    |
| gemeente Orjachovo                                       | 92,8     | 5,4  | 1,8    |
| gemeente Krivodol                                        | 84,9     | 14,4 | 0,7    |
| gemeente Mizija                                          | 92,6     | 6,7  | 0,7    |
| gemeente Roman                                           | 85,3     | 13,0 | 1,7    |
| gemeente Borovan                                         | 92,2     | 7,0  | 0,8    |
| gemeente Chaïredin                                       | 92,1     | 7,5  | 0,4    |
| oblast Vratsa                                            | 92,7     | 6,2  | 1,1    |

#### Religie

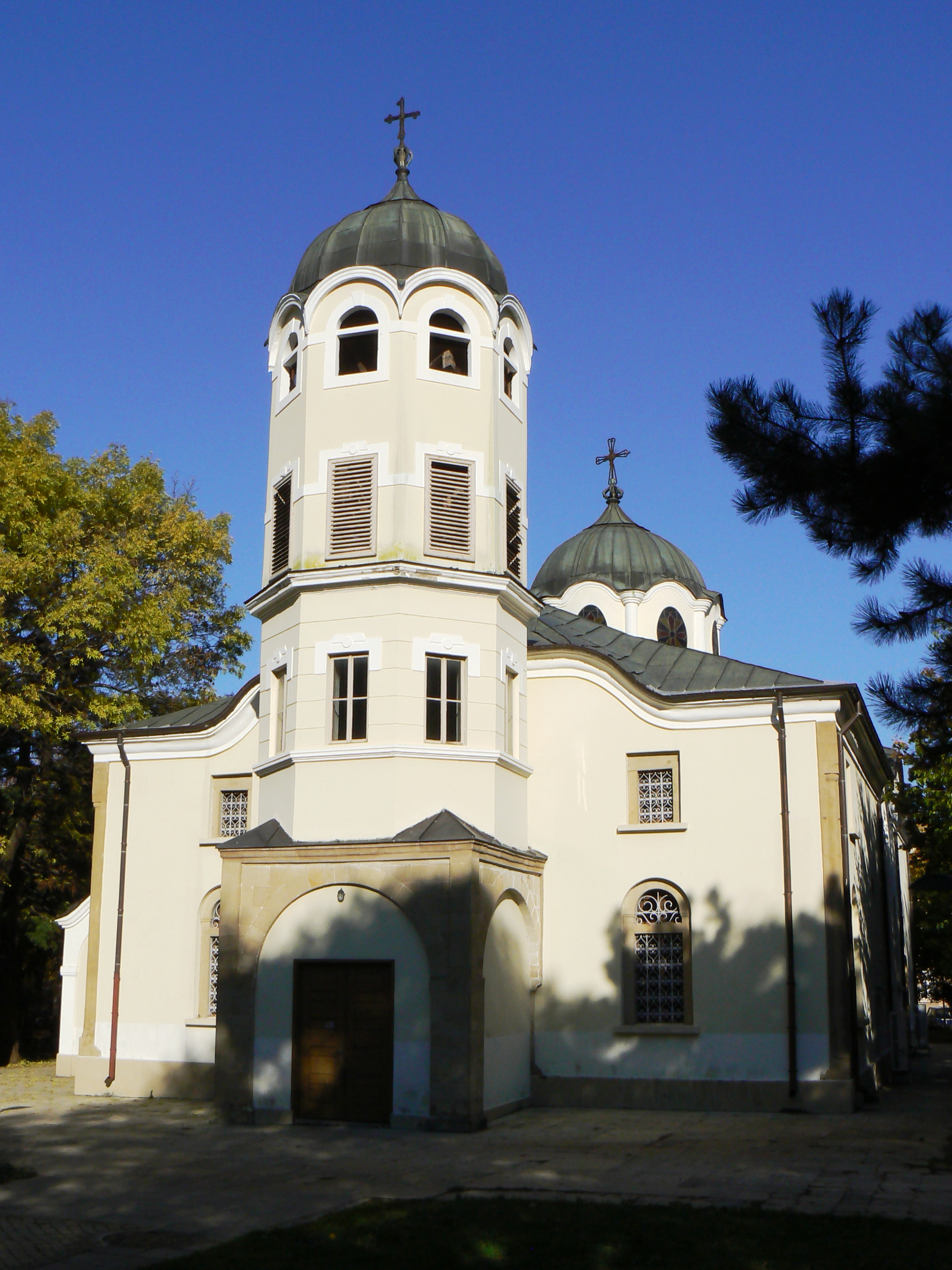
Een kerk in de stad Vratsa

Het christendom, en met name de Bulgaars-Orthodoxe Kerk, is de grootste religie in oblast Vratsa. In de optionele volkstelling van 2011 gaf ongeveer 30% van de bevolking geen antwoord op de vraag met betrekking tot de geloofsovertuiging. 
|                              | Aantal  | Aantal  | Percentage (%) | Percentage (%) |
| 2001                         | 2011    | 2001    | 2011           |                |
| Totaal                       | 243 036 | 186 848 | 100,00         | 100,00         |
| ---------------------------- | ------- | ------- | -------------- | -------------- |
| Bulgaars-Orthodoxe Kerk      | 229 452 | 106 989 | 94,41          | 57,25          |
| Katholieke Kerk in Bulgarije | 1116    | 1258    | 0,45           | 0,67           |
| Protestantisme               | 394     | 572     | 0,16           | 0,30           |
| Islam                        | 4223    | 438     | 1,73           | 0,23           |
| Overig                       | 142     | 120     | 0,05           | 0,06           |
| Onkerkelijk                  | –       | 10 625  | –              | 5,68           |
| Geen antwoord                | 6856    | 10 806  | 2,82           | 5,78           |
| Onbekend                     | 853     | 56 040  | 0,35           | 29,99          |

#### Leeftijdsstructuur

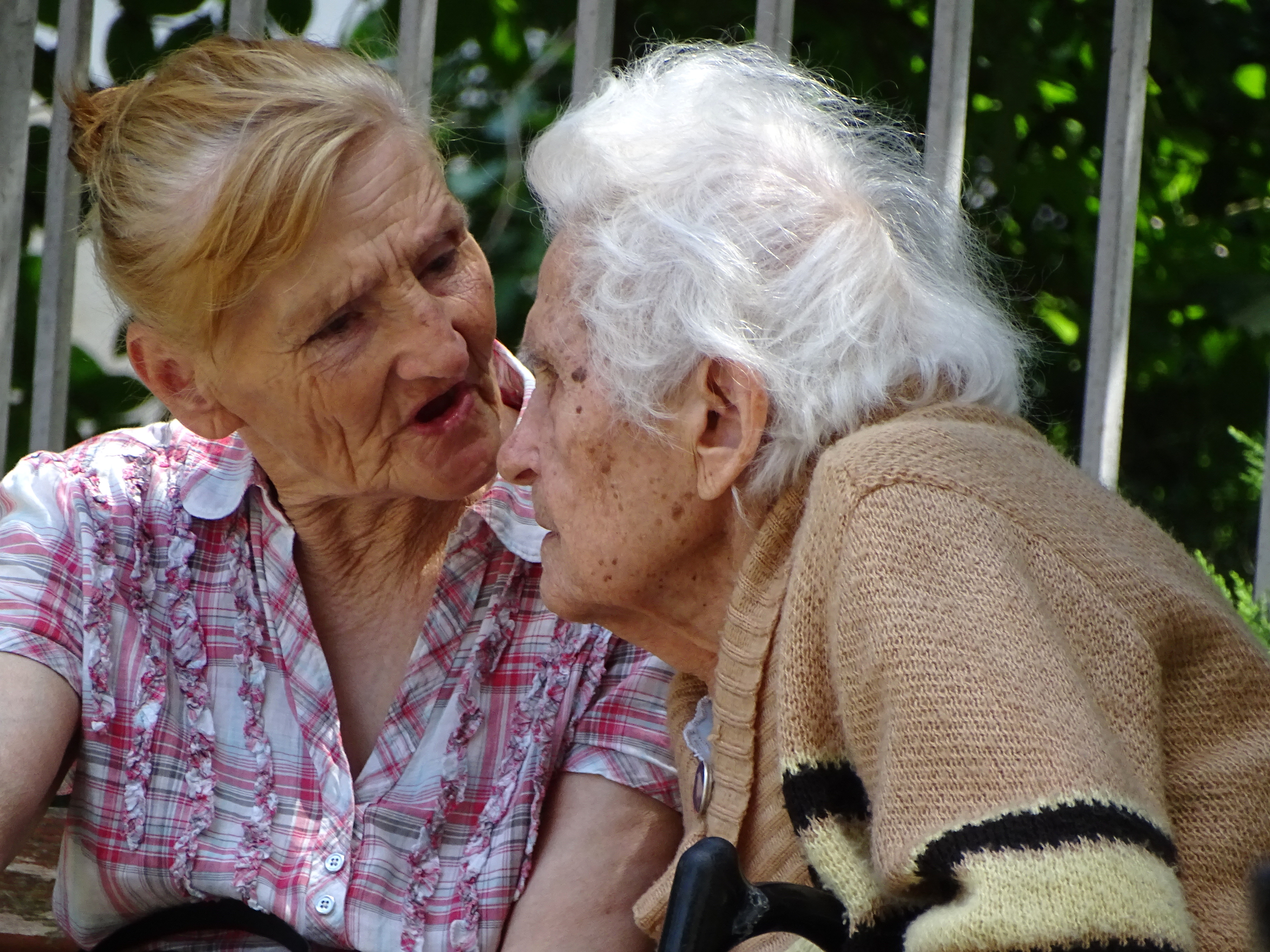
Oudere vrouwen in Vratsa

De bevolking van oblast Vratsa is sterk vergrijsd en ontgroend. Op 31 december 2019 was 24,5% van de bevolking 65 jaar of ouder. Op het platteland loopt dit percentage zelfs op tot dertig procent van de bevolking, terwijl het in steden 19% van de bevolking bedraagt.
| Leeftijdsopbouw in oblast Vratsa                                                      | Leeftijdsopbouw in oblast Vratsa | Leeftijdsopbouw in oblast Vratsa | Leeftijdsopbouw in oblast Vratsa | Leeftijdsopbouw in oblast Vratsa | Leeftijdsopbouw in oblast Vratsa | Leeftijdsopbouw in oblast Vratsa | Leeftijdsopbouw in oblast Vratsa | Leeftijdsopbouw in oblast Vratsa | Leeftijdsopbouw in oblast Vratsa | Leeftijdsopbouw in oblast Vratsa | Leeftijdsopbouw in oblast Vratsa | Leeftijdsopbouw in oblast Vratsa | Leeftijdsopbouw in oblast Vratsa | Leeftijdsopbouw in oblast Vratsa | Leeftijdsopbouw in oblast Vratsa | Leeftijdsopbouw in oblast Vratsa | Leeftijdsopbouw in oblast Vratsa | Leeftijdsopbouw in oblast Vratsa |
| ------------------------------------------------------------------------------------- | -------------------------------- | -------------------------------- | -------------------------------- | -------------------------------- | -------------------------------- | -------------------------------- | -------------------------------- | -------------------------------- | -------------------------------- | -------------------------------- | -------------------------------- | -------------------------------- | -------------------------------- | -------------------------------- | -------------------------------- | -------------------------------- | -------------------------------- | -------------------------------- |
| Leeftijdscategorie                                                                    | Totaal                           | 0 – 9                            | 10 - 19                          | 20 - 29                          | 30 - 39                          | 40 - 49                          | 50 - 59                          | 60 - 69                          | 70 - 79                          | 80+                              |                                  |                                  |                                  |                                  |                                  |                                  |                                  |                                  |
| Absolute aantal in 2016                                                               | 168.727                          | 14.732                           | 15.900                           | 16.115                           | 19.883                           | 25.443                           | 24.303                           | 25.501                           | 17.665                           | 9.185                            |                                  |                                  |                                  |                                  |                                  |                                  |                                  |                                  |
| Absolute aantal in 2002                                                               | 219.830                          | 19.646                           | 27.580                           | 26.091                           | 29.724                           | 29.954                           | 31.335                           | 24.995                           | 22.745                           | 7.760                            |                                  |                                  |                                  |                                  |                                  |                                  |                                  |                                  |
| Aandeel van de twee grootste etnische bevolkingsgroepen per leeftijdscategorie (2011) |                                  |                                  |                                  |                                  |                                  |                                  |                                  |                                  |                                  |                                  |                                  |                                  |                                  |                                  |                                  |                                  |                                  |                                  |
| Bulgaren (%)                                                                          | 92,7                             | 80,3                             | 88,1                             | 88,8                             | 91,9                             | 94,2                             | 95,0                             | 96,9                             | 97,6                             | 98,7                             |                                  |                                  |                                  |                                  |                                  |                                  |                                  |                                  |
| Roma/zigeuners (%)                                                                    | 6,2                              | 15,6                             | 11,1                             | 10,3                             | 7,2                              | 4,9                              | 3,9                              | 2,4                              | 1,8                              | 0,9                              |                                  |                                  |                                  |                                  |                                  |                                  |                                  |                                  |

## Gemeenten

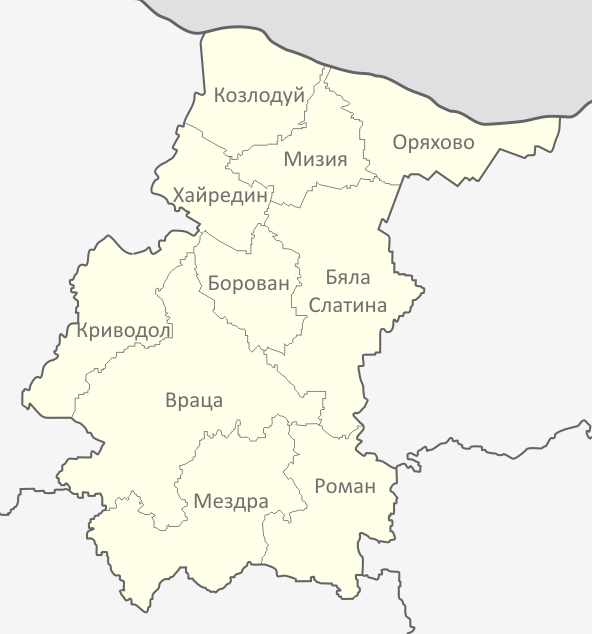
Gemeenten in de oblast Vratsa

| - Borovan - Bjala Slatina - Chaïredin - Kozlodoeï - Krivodol |  | - Mezdra - Mizija - Orjachovo - Roman - Vratsa |

Blagoevgrad · Boergas · Chaskovo · Dobritsj · Gabrovo · Jambol · Kjoestendil · Kardzjali · Lovetsj · Montana · Pazardzjik · Pernik · Pleven · Plovdiv · Razgrad · Roese · Silistra · Oblast Sofia · Sofia-Hoofdstad · Sjoemen · Sliven · Smoljan · Stara Zagora · Targovisjte · Varna · Veliko Tarnovo · Vidin · Vratsa